# Jaroslav Hašek
Jaroslav Hašek, född 30 april 1883 i Prag, död 3 januari 1923 i Lipnice nad Sázavou, var en tjeckisk författare.  

## Biografi
Hašek var handelsutbildad. Han deserterade från den österrikisk-ungerska armén under första världskriget, och anslöt sig till den tjeckiska legion som rekryterades bland krigsfångar i Ryssland och stred mot Österrike-Ungern. Han blev sedan kommunist, och tog värvning i Röda armén som politisk kommissarie under oktoberrevolutionen. Han återvände till Tjeckoslovakien 1920.
Hašek är mest känd för sin bok Den tappre soldaten Švejks äventyr under världskriget (1921, svensk översättning 1930–1931). Boken, som skildrar hur Svejk genom förslagenhet klarar av alla svårigheter han ställs inför, har dramatiserats och filmats, bland annat av Bertolt Brecht 1943. Trots att Hašek inte förmådde avsluta romanen innan han avled av hjärtsvikt 1923 blev den en stor framgång, och år 2013 hade den översatts till inte mindre än 58 olika språk.

## Övrigt
Asteroiden 2734 Hašek är uppkallad efter honom.